# 7385 Aktsynovia
7385 Aktsynovia (1981 UQ11) là một tiểu hành tinh vành đai chính được phát hiện ngày 22 tháng 10 năm 1981 bởi N. S. Chernykh ở Đài vật lý thiên văn Crimean.